# Локус (премия)
Премия «Локус» (англ. The Locus Poll) — литературная премия в области научной фантастики и фэнтези, присуждаемая ежегодно с 1971 года по итогам голосования читателей журнала «Локус» (Locus Magazine).

## Номинации
- Премия «Локус» за лучший роман — вручалась с 1971 года по 1979, позднее была разделена на 2 номинации:
  - Премия «Локус» за лучший научно-фантастический роман.
  - Премия «Локус» за лучший роман фэнтези.
- Премия «Локус» за лучший дебютный роман.
- Премия «Локус» за лучший роман в жанре хоррор — вручалась в период с 1989 года по 1999 год и с 2017 года по н. в.
- лучший подростковый роман.
- лучшая повесть.
- лучшая короткая повесть.
- лучший рассказ.
- лучшая публицистическая книга.
- лучший авторский сборник.
- лучшая антология.
- лучшая иллюстрированная книга или артбук.
- лучший художник.
- лучший журнал.
- лучший редактор.
- лучшее книжное издательство.

## Методика голосований
Избирательные бюллетени издаются в февральском выпуске журнала вместе с обширным, но не ограничивающим списком рекомендуемого чтения и должны быть присланы до 15-го апреля. Результаты обычно публикуются в июле или августе.
В каждой категории можно выбрать до пяти изданий, расположив их по местам в порядке убывания. Результаты сводятся в таблицу согласно «Системе Карра» (разработанной Тэрри Карром разновидностью так называемой Австралийской системы голосования). В системе Карра 1-е место получает 8 очков, 2-е место получает 7 очков и так далее. Результаты опроса оцениваются в убывающем порядке очков. Изданные результаты включают суммы очков каждого издания, плюс число полных голосов и число первых мест. В каждой категории список включает в себя 20 изданий.

## Получившие наибольшее количество премий
По состоянию на июль 2011 следующие люди получили наибольшее количество премий Локус:
- Гарднер Дозуа — 36
- Майкл Уэлан — 28
- Урсула Ле Гуин — 21
- Харлан Эллисон — 18
- Нил Гейман — 17
- Дэн Симмонс — 12
- Джордж Мартин — 12
- Терри Карр — 11
- Конни Уиллис — 11
- Арни и Кати Феннер — 11
- Джон Варли — 10
- Роберт Силверберг — 9
- Орсон Скотт Кард — 8
- Люциус Шепард — 8
- Эллен Датлоу — 8
- Айзек Азимов — 7
- Чайна Мьевиль — 7
- Джин Вулф — 6
- Ким Стенли Робинсон — 6